# A Fever You Can’t Sweat Out
A Fever You Can’t Sweat Out (с англ. — «Лихорадка, которую вы не можете пропотеть») — дебютный студийный альбом американской рок-группы Panic! at the Disco, выпущенный 27 сентября 2005 года в США на лейблах Decaydance и Fueled by Ramen.
Альбом разделён на две части. Первая часть — треки с 1 по 8, в которых играют электронные инструменты: синтезаторы и драм-машины. Вторая часть — треки с 9 по 13, записанные с использованием традиционных инструментов, таких как аккордеон, орган и виолончель. Трек 8 («Intermission») является связующим звеном между частями, так как начинается с техно-стиля, а заканчивается фортепьянным проигрышем.
Все песни написаны гитаристом Райаном Россом. Большинство композиций альбома посвящено социальным вопросам и проблемам: святость брака, супружеская измена, наркозависимость, алкоголизм, проституция, религия.
Первый сингл альбома «The Only Difference Between Martyrdom and Suicide Is Press Coverage» не вызвал особого восторга критиков, но сразу же после выпуска «I Write Sins Not Tragedies» к группе пришла популярность. Альбом стал дважды платиновым в США и считается[кем?] самой лучшей работой за всё существование группы. В марте 2016 альбом был включён в список «40 величайших эмо-альбомов всех времён по версии журнала Rolling Stone» (позиция № 39).

## История записи
Чтобы записать альбом, в июле группа переехала в Колледж-Парк (Мэриленд). Там они записали половину песен. Лейбл хотел отправить группу в звукозаписывающую студию, но так как Росс посещал колледж, а остальные участники ещё учились в школе, эту идею отложили на время. По окончании школы остальные музыканты смогли начать запись в студии, тем самым записав вторую половину песен. При записи группа была вдохновлена многими музыкальными коллективами, например Third Eye Blind, Arcade Fire, Counting Crows.
Альбом, по словам группы, был записан всего «за три с половиной недели с бюджетом в 11 тысяч долларов».

## Об альбоме
На текст песен оказали сильное влияние литературные произведения Чака Паланика. Название песни «The Only Difference Between Martyrdom and Suicide Is Press Coverage» – цитата из его романа «Уцелевший». Строка «I aim to be, your eyes, trophy boys, trophy wives» (с англ. — «Я стремлюсь быть вашими глазами, трофейные мальчики, трофейные жены») является прямой отсылкой к роману. «Time to Dance» является импровизированным пересказом «Невидимок», там можно найти такие строки: «Give me envy, give me malice, give me your attention» (с англ. — «Дай мне зависть, дай мне злобу, удели мне своё внимание»).

В одном из ранних интервью Райан Росс описывает художественную составляющую альбома: 
«Я думаю, очень многие вещи повлияли на нас во время записи — в первой части — танцевальные мотивы и инструментальная музыка — во второй — здесь больше… джазовых элементов и театральности, нечто наподобие мюзиклов… Мой любимый трек — последний, он называется „Build God, Then We’ll Talk“. Мне кажется, это любимая композиция каждого участника группы. Она была последней песней, что мы записали… Это больше похоже на то, будто мы пытались понять, для чего мы это делаем и что мы по-настоящему хотим сказать своей музыкой — таким образом она стала своеобразной „дверью“ в последующий альбом».

## Рецензии
| Оценки критиков  | Оценки критиков |
| Источник         | Оценка          |
| ---------------- | --------------- |
| Allmusic         | [ 14 ]          |
| Drowned in Sound | [ 15 ]          |
| Pitchfork Media  | [ 16 ]          |
| Rolling Stone    | [ 17 ]          |
| The Skinny       | [ 18 ]          |
| Sputnikmusic     | [ 19 ]          |

A Fever You Can’t Sweat Out получил очень разные критические отзывы. Pitchfork Media дал альбому 1,5 балла из 10, заявив, что «нет никакой искренности, творчества или оригинальности». Kerrang! оценил работу положительно, поставив 4 звезды из 5. Rolling Stone также дал положительную оценку с тремя и половиной звезды из пяти.

## Список композиций
Слова и музыка всех песен — Райана Росса.
| №                   | Название                                                                                    | Длительность |
| ------------------- | ------------------------------------------------------------------------------------------- | ------------ |
| 1.                  | «Introduction»                                                                              | 0:37         |
| 2.                  | «The Only Difference Between Martyrdom and Suicide Is Press Coverage»                       | 2:57         |
| 3.                  | «London Beckoned Songs About Money Written by Machines»                                     | 3:23         |
| 4.                  | «Nails for Breakfast, Tacks for Snacks»                                                     | 3:52         |
| 5.                  | «Camisado»                                                                                  | 3:11         |
| 6.                  | «Time to Dance»                                                                             | 3:22         |
| 7.                  | «Lying Is the Most Fun a Girl Can Have Without Taking Her Clothes Off»                      | 3:20         |
| 8.                  | «Intermission»                                                                              | 2:35         |
| 9.                  | «But It’s Better If You Do»                                                                 | 3:25         |
| 10.                 | «I Write Sins Not Tragedies»                                                                | 3:06         |
| 11.                 | «I Constantly Thank God for Esteban»                                                        | 3:30         |
| 12.                 | «There’s a Good Reason These Tables Are Numbered Honey, You Just Haven’t Thought of It Yet» | 3:16         |
| 13.                 | «Build God, Then We’ll Talk»                                                                | 3:40         |
| Общая длительность: | Общая длительность:                                                                         | 40:16        |

## Чарты и сертификации
| Чарт (2006)                       | Позиция |
| --------------------------------- | ------- |
| Австралия (ARIA)                  | 11      |
| Австрия (Ö3 Austria)              | 37      |
| Бельгия/Фландрия (Ultratop)       | 43      |
| Дания (Hitlisten)                 | 19      |
| Нидерланды (Album Top 100)        | 41      |
| Германия (Media Control)          | 98      |
| Ирландия (IRMA)                   | 59      |
| Норвегия (VG-lista)               | 37      |
| Новая Зеландия (RMNZ)             | 7       |
| Шотландия (Scottish Albums Chart) | 16      |
| Швеция (Sverigetopplistan)        | 26      |
| Швейцария (Schweizer Hitparade)   | 63      |
| Великобритания (UK Albums Chart)  | 17      |
| США (Billboard 200)               | 13      |

| Регион                                                      | Сертификация  | Продажи   |
| ----------------------------------------------------------- | ------------- | --------- |
| Австралия (ARIA)                                            | Платиновый    | 70 000^   |
| Великобритания (BPI)                                        | Платиновый    | 357,202   |
| США (RIAA)                                                  | 2× Платиновый | 2,000,000 |
| ^ Данные о тиражах приведены только на основе сертификации. |               |           |